# Iglesia de los Santos Justo y Pastor (Villar del Cobo)
La iglesia de los Santos Justo y Pastor de Villar del Cobo (Provincia de Teruel, España) es una construcción renacentista con reminiscencias góticas originaria del siglo XVI. Consta de una nave única de tres tramos con capillas laterales, correspondiendo dos a cada tramo, y cabecera recta. Pertenece al arciprestazgo de Albarracín-Alto Jiloca (diócesis de Teruel y Albarracín).

## Historia y descripción
La actual iglesia se levanta sobre otra anterior del siglo XII, perteneciente al señorío de Albarracín, de la que quedan algunos restos en la primera capilla del lado derecho y en la sacristía. Fue construida en el siglo XVI en un estilo renacentista arcaizante heredero del gótico.
El acceso se realiza por una portada clasicista abierta en arco de medio punto en el muro meridional, donde también se observa un interesante atrio, perteneciente a una construcción anterior, cerrado por una estructura de madera sujeta por zapatas apoyadas en pilares pétreos de sección octogonal. El ingreso del pórtico se abre en gran arco de medio punto dovelado y recuadrado por un alfiz quebrado. 
En el ángulo noroccidental se alza una maciza torre de cuatro cuerpos, los tres primeros de planta cuadrada y el último octogonal. Al igual que el resto del edificio, está construida en mampostería con sillares de refuerzo en los ángulos. Esta torre fue construida por el arquitecto Alonso del Barrio Dajo en 1614.
En el interior destacan las bóvedas de crucería estrellada con nervios terceletes y combados que cubren la nave, mientras que el resto de las capillas presentan diversos tipos de cubiertas, siendo la más interesante la de la capilla situada bajo la torre, decorada con pinturas murales. A los pies de la nave se eleva un coro sobre un arco carpanel, que antiguamente alojó un órgano, del que queda la carcasa de madera.
De la decoración interior destaca el retablo de estilo barroco, dedicado a los santos Justo y Pastor y coronado con una imagen de la Inmaculada; lamentablemente, recibió numerosos daños en el transcurso de la Guerra Civil. Igualmente, conviene destacar una imagen de Nuestra Señora del Rosario, patrona del pueblo, así como diversas imágenes dedicadas a San Roque, San Antonio de Padua, San Antonio Abad o San Isidro Labrador.

## Galería

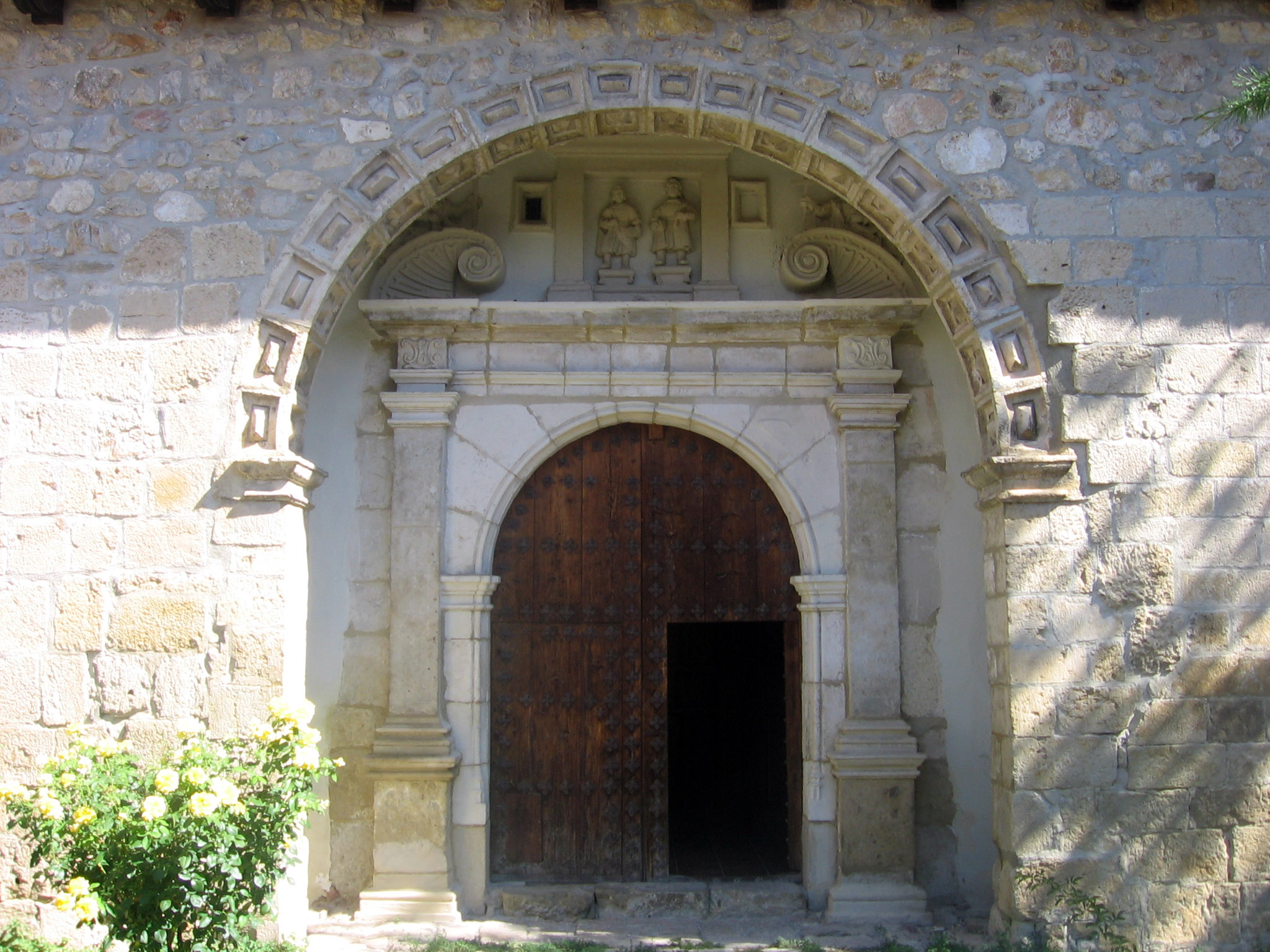
Pórtico de entrada.
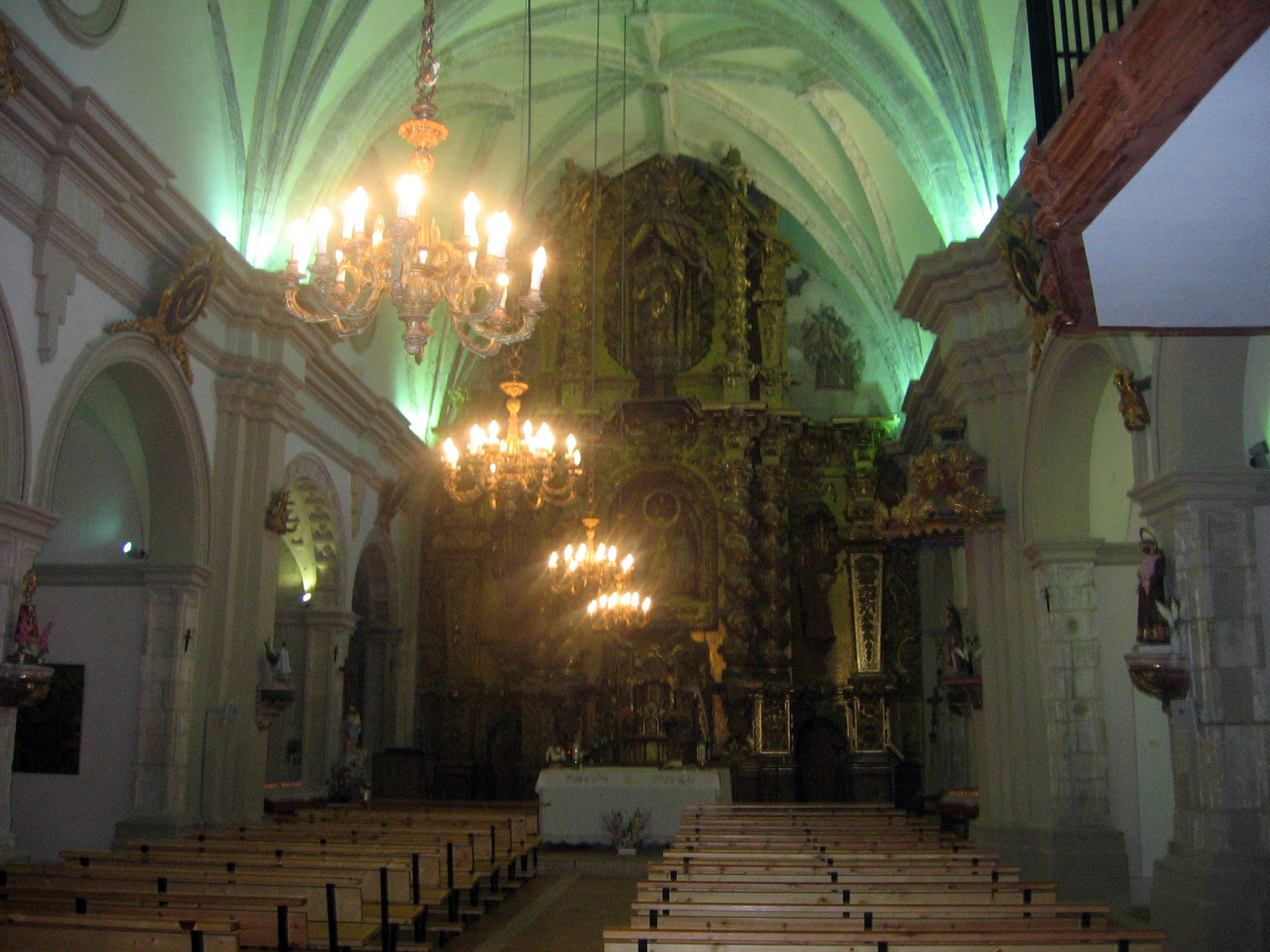
Interior de la iglesia.
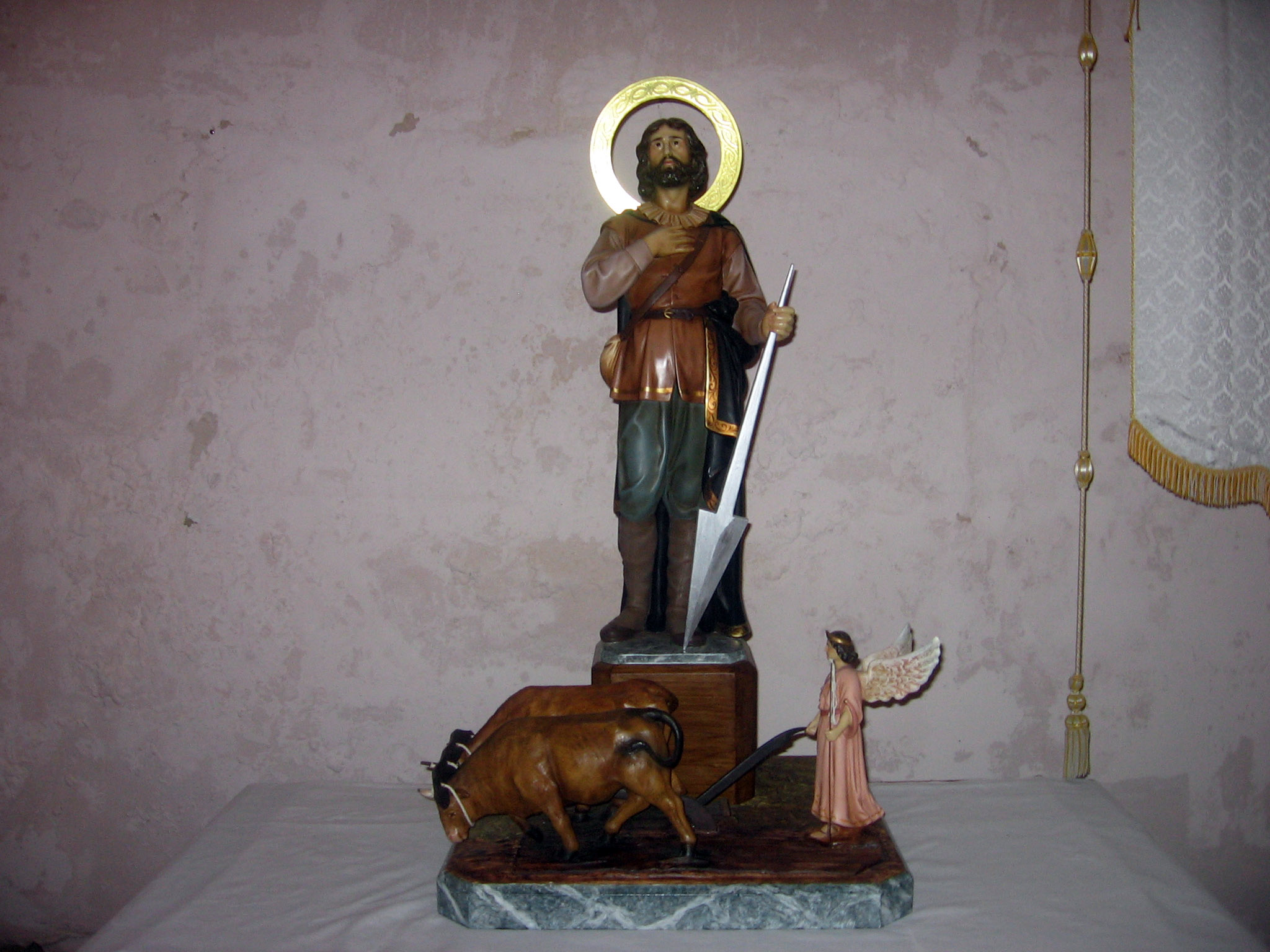
Imagen de San Isidro.
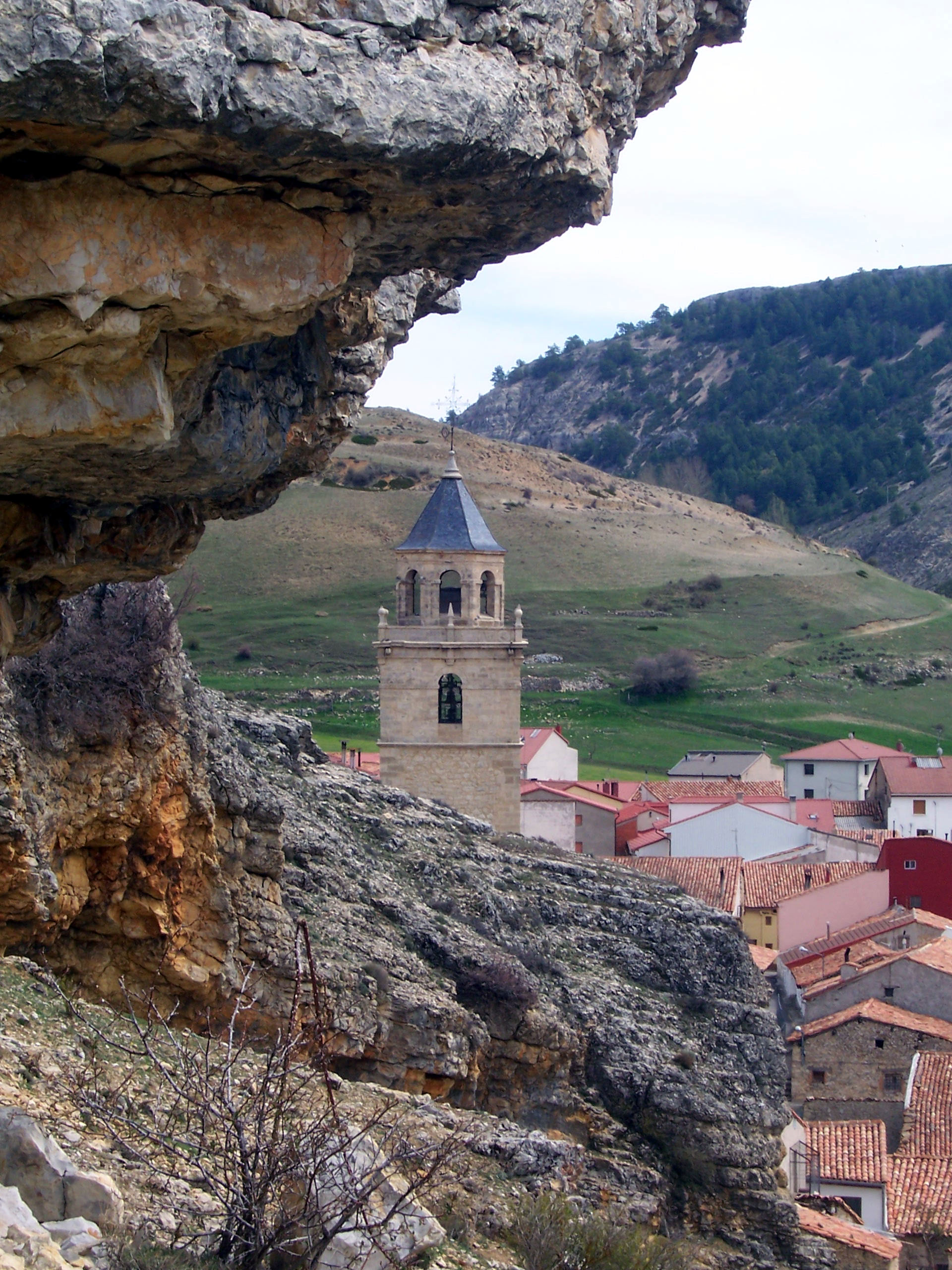
Vista de la torre sobre los tejados del pueblo.
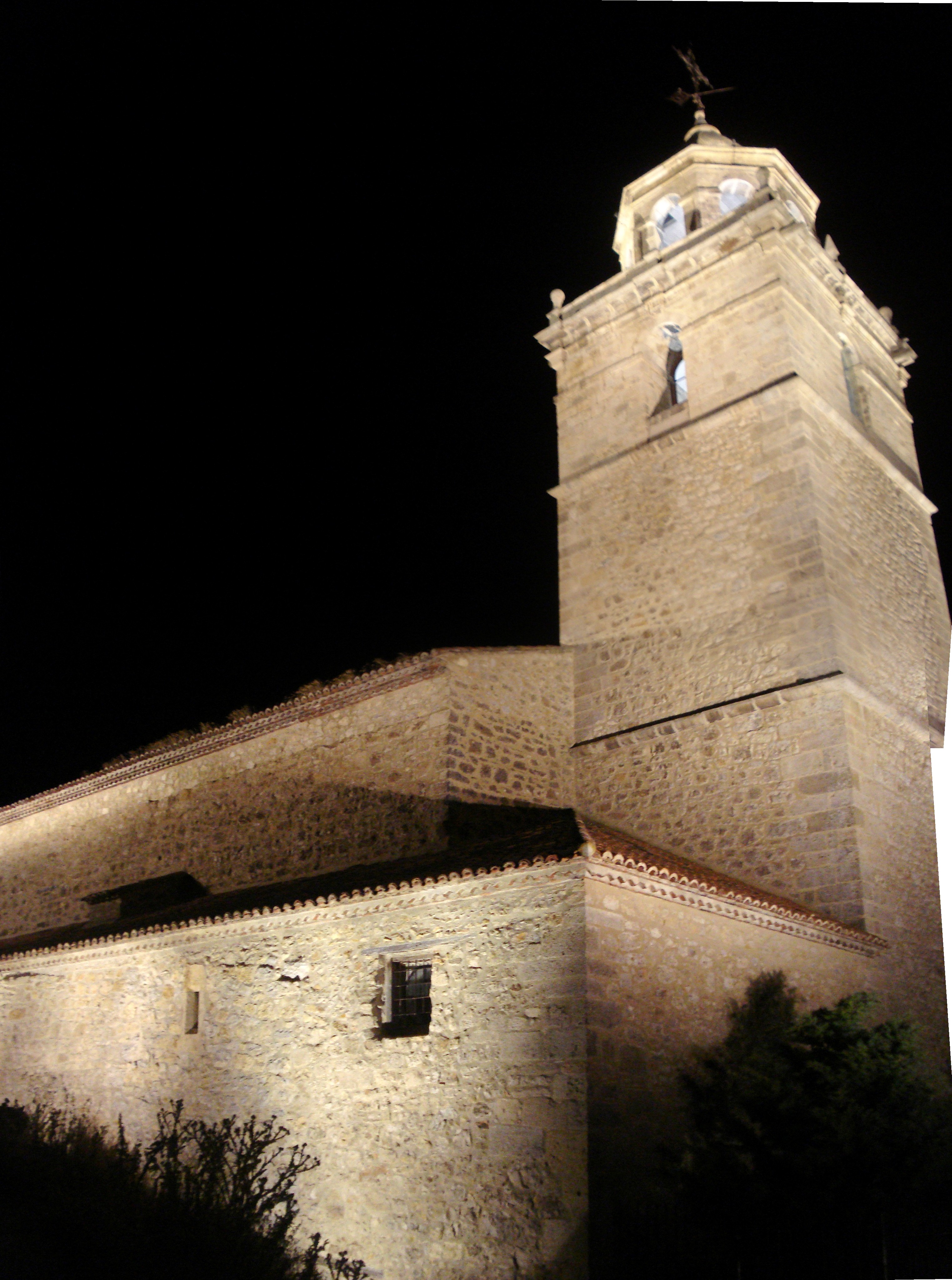
Vista nocturna.